# Vincent Rumpff (Politiker, 1701)

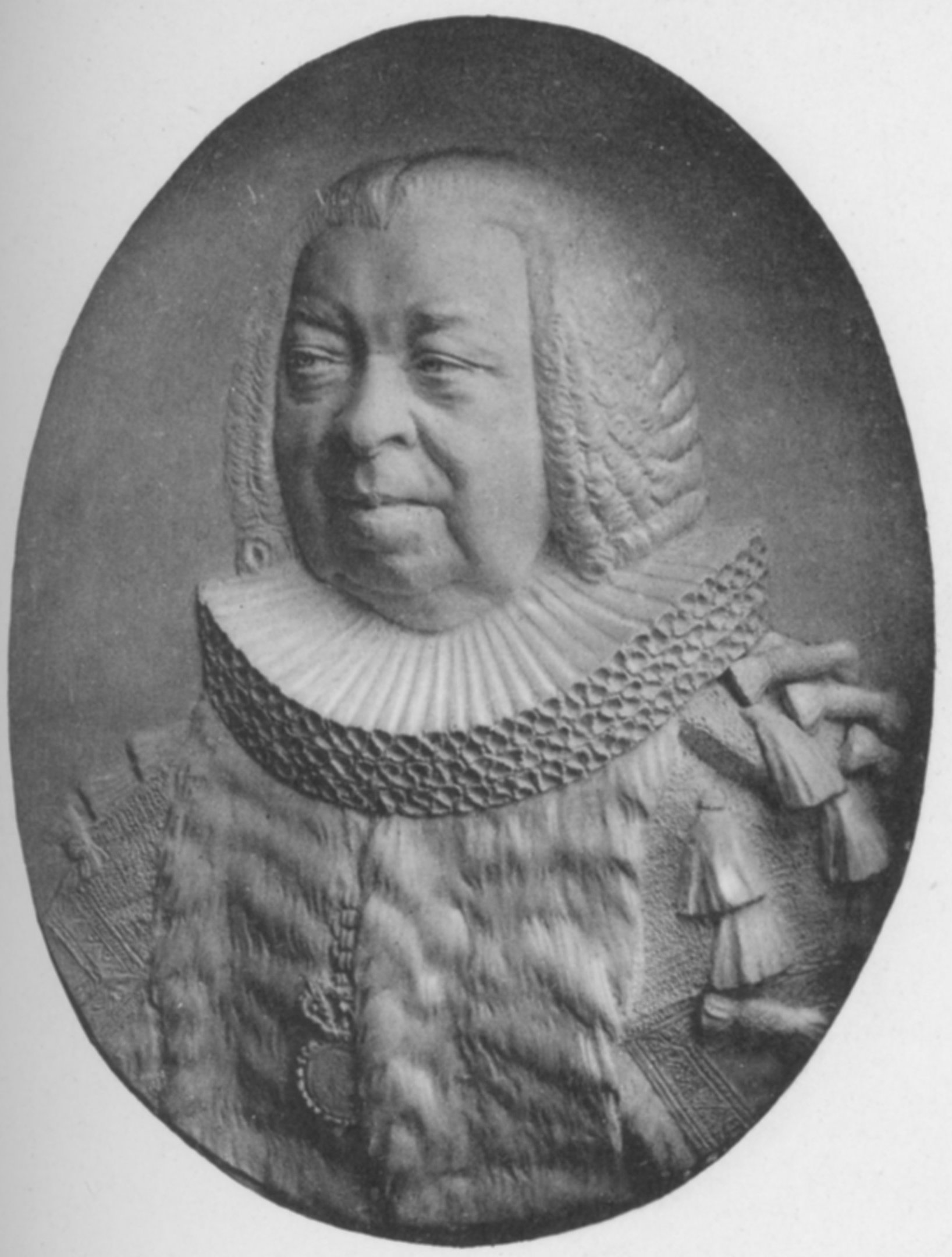
Vincent Rumpff

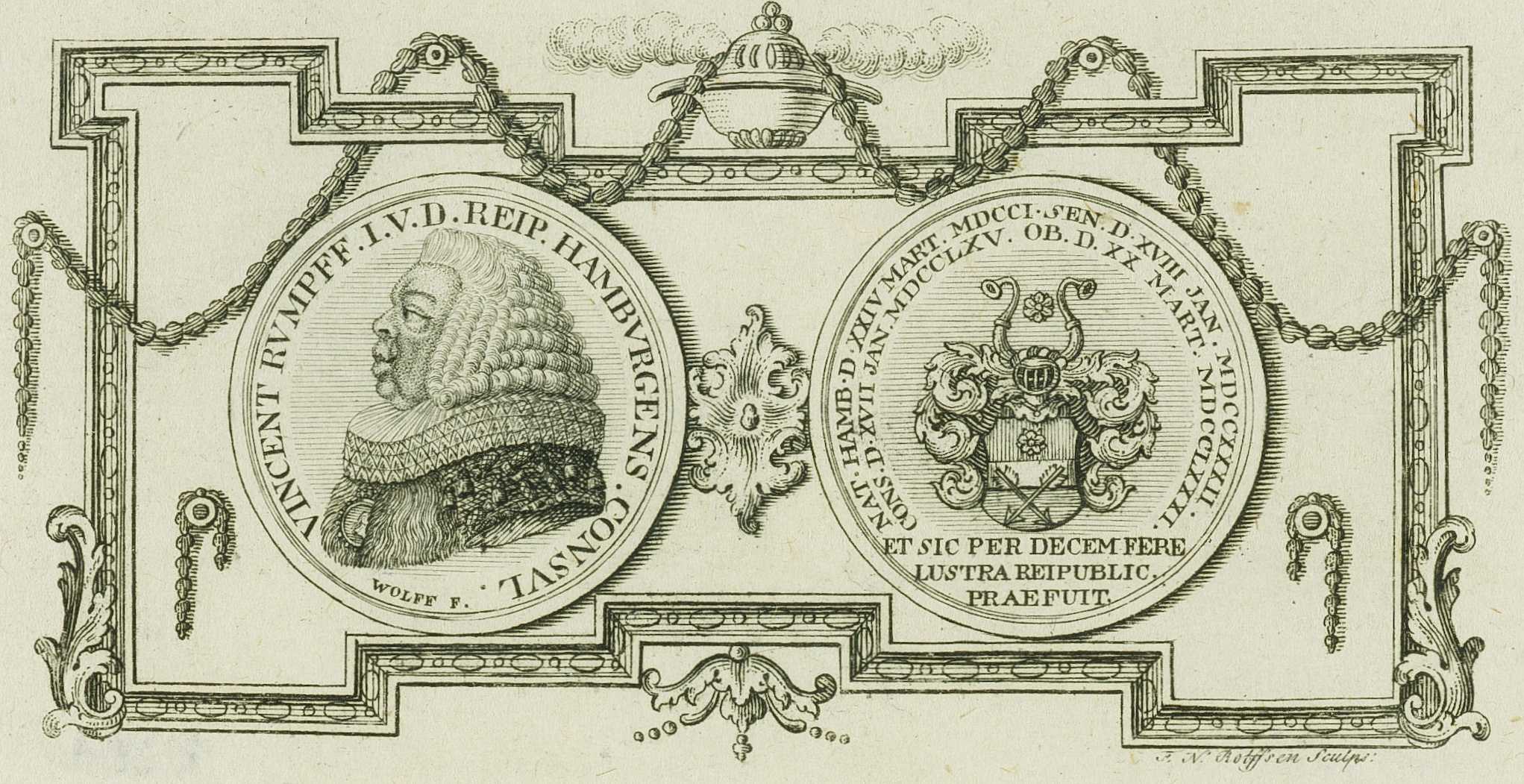
Vincent Rumpff (Kupferstich von Franz Nikolaus Rolffsen).

Vincent Rumpff (* 24. März 1701 in Hamburg; † 20. März 1781 ebenda) war ein deutscher Jurist sowie Senator und Bürgermeister von Hamburg. 

## Leben

### Familie
Vincent Rumpff war ein Sohn des Ratsherrn Johann Rumpff (* 1. November 1665; † 28. Mai 1718) und dessen zweiter Ehefrau Anna Katharina (1681–1743), Tochter des Hamburger Advokaten Peter von Spreckelsen (1642–1724) und Schwester des Ratsherrn Dr. jur. Johann Heinrich von Spreckelsen. Die erste Ehe des Vaters mit Agneta von Kampe war kinderlos geblieben. Aus der zweiten Ehe hatte er eine Tochter und drei Söhne. Außer Vincent sind davon namentlich bekannt:
- Peter (* 9. Februar 1700; † 1. Oktober 1749), Bauhofsbürger und Kämmerer-Abgeordneter, verheiratet mit Anna Maria, Tochter von Octavio Beltgen;
- Nicolaus (* 9. Februar 1700; † 1736), Lizenziat.

Vincent war seit dem 17. Februar 1733 mit Anna Margaretha (* 5. Januar 1715; † 22. September 1781), Tochter des Senators Michael Wilckens (1658–1722), Großhändlers und Bankiers, verheiratet. Gemeinsam hatten sie sechs Töchter und drei Söhne. Von diesen sind namentlich bekannt:
- Agneta, verstarb im Alter von dreizehn Jahren;
- Vincent (* 18. Februar 1737; † 2. April 1805), Ratssekretär, verheiratet mit Anna Luise, Tochter des Senators Caspar Voght (1707–1781) und Bruder des Kaufmanns Caspar Voght, ihr gemeinsamer Sohn war der spätere Diplomat Vincent Rumpff;
- Nicolaus (* 17. Februar 1740; † 17. Februar 1740);
- Katharina Elisabeth (* 28. Dezember 1745; † 24. Dezember 1803), verheiratet mit dem Senator Hermann Maneke (1733–1795), Senator in Hamburg;
- Nicolaus (* 3. Februar 1751; † 2. Januar 1799), Registrator in Bergedorf.

Sein Schwager war der Bürgermeister Cornelius Poppe (1691–1768).

### Werdegang
Rumpff wurde durch den ehemaligen Rektor des Gymnasiums von Stade, Michael Richey, unterrichtet, besuchte ab 1718 auf dessen Empfehlung das Johanneum unter Rektor Johann Hübner in Hamburg. Er beendete die Schule mit einer Dissertation mit dem Thema von dem nach Aussehen und Herkunft nicht verschiedenen Menschen unseres Erdkreises, das er gegenüber dem vorherigen Rektor Johann Albert Fabricius verteidigte; zu dieser wissenschaftlichen Erörterung fand sich auch der Hauptpastor der Katharinenkirche Johann Christoph Wolf ein. Um sich über Rechtsprechung zu unterrichten, wandte er sich an Johann Julius Anckelmann, einen besonders erfahrenen Gelehrten. 
Er studierte von 1722 bis 1725 Rechtswissenschaften an der Universität Groningen und an der Universität Halle; dort hörte er Vorlesungen zum römischen, deutschen Zivil- und Kriminalrecht und zum öffentlichen Recht bei Justus Henning Böhmer, Christian Thomasius und Nicolaus Hieronymus Gundling. Am 29. November 1725 promovierte in Groningen mit einer Dissertation über das Verbrechen des Raubes im Naturrecht der Völker, im Bürgerrecht, im kanonischen Recht und anderen insbesondere den hamburgischen Strafbestimmungen, zum Dr. jur. beider Rechte und bereiste anschließend mehrere Jahre Deutschland, Frankreich und Österreich, dort hielt er sich längere Zeit am Hof des Kaisers in Wien auf. 
Nach seiner Rückkehr nach Hamburg wurde Rumpff am 18. Januar 1732 zum Senator gewählt. Er gehörte am längsten dem Ausschuss an, der für die Lenkung der Elbe, seine Staudämme und Uferböschungen bei der Stadt und an der Mündung zu sorgen hatte, dazu war er Prüfer des Amtes Bergedorf.
In dieser Zeit gab es tiefgehende Differenzen mit Dänemark und Holstein, wegen der Hoheitsrechte und der Immedität (nur dem Kaiser und dem Reich unterworfen) von Hamburg, dazu wurde das Hamburger Münzregal angefochten; dies führte im weiteren Verlauf zu einer dänischen Handelssperre gegen Hamburg. Gemeinsam mit dem Syndikus Johann Klefeker wurde Vincent Rumpff nach Kopenhagen abgeordnet, und es gelang beiden, nach sechzehnmonatigen Verhandlungen, am 23. April 1736 mit den Ministern Iver Rosenkrantz (1674–1745) und Johann Sigismund Schulin einen günstigen Vergleich für Hamburg abzuschließen. Dieser Vergleich diente dann auch der Vorbereitung des Gottorper Vertrages von 1768, der Hamburg die Anerkennung der Unabhängigkeit und eine Gebietsvergrößerung am gegenüber gelegenen Elbufer zusicherte.
1745 übernahm Vincent Rumpff, gemeinsam mit dem Syndikus Johann Julius Surland (1724–1758), eine Mission nach Wien an den kaiserlichen Hof als Repräsentanten Hamburgs zur Thronbesteigung Franz I. Zur Abreise erhielten sie vom Kaiser goldene Ehrenketten, die mit Diamanten besetzt waren, zum Geschenk.
Er verwaltete mehrere Jahre die Landherrenschaft Hamburger Berg und ordnete deren Verhältnisse und sorgte für einzelne Bewohner. Er erreichte 1754, dass Fremde, die sich dort niederließen, bestimmten Gesetzen unterworfen wurden und einen Eid auf die Verfassung der Stadt leisten mussten. Ein Jahr lang hatte er auch die Statthalterschaft über die Walddörfer und ließ in dieser Zeit viele Haine und Wälder anpflanzen. Frühzeitig erhielt er auch als Scholarch die Sorge für das Johanneum übertragen.
Als 1756 der Siebenjährige Krieg ausbrach, wurde Vincent Rumpff Mitglied einer geheimen Kommission, die von den Senats- und Bürgerschaftsdputierten gebildet wurde. Die Kommission erhielt die Vollmacht, die durch den Krieg erforderliche Politik und die hierbei erforderlichen Maßnahmen zu beschließen.
Nach dem Tod von Senator Georg Jencquel (1678–1758) wurde er ältester Senator und, als Vorsitzender der Versammlung der Scholarchen, Protoscholarch; vorher hatte er bereits eine Gehaltserhöhung von 1.000 auf 1.500 Mark für die Professoren des Gymnasiums am 6. März 1754 erreicht.
Seit 1750 war er bereits viermal im Los zur Bürgermeisterwahl gewesen, bis er am 17. Januar 1765 als Nachfolger des verstorbenen Lucas Corthum zum Bürgermeister gewählt wurde. Während seiner Regierungszeit als Bürgermeister einer der größten Städte Deutschlands fiel 1769 die dänische Anerkennung der Reichsunmittelbarkeit und die Unabhängigkeit vom dänischen Herzogtum Holstein.

## Ehrungen
- Zu Ehren von Vincent Rumpff wurde nach dessen Tod ein Bürgermeisterpfennig herausgegeben.[1]

## Schriften (Auswahl)
- De crimine raptus ex jure nat: gent: civ: canon: aliisque in specie ex edicto poenali hamburgensi, ex officina viduae Johannis Barlinchof, Groningn 1725.
- Gerhard Lüders; Valentin Borchers; Vincent Rumpff: Frolockender Zuruff aus Psalm. CXII. 2.3.4. bey freudigen Glückwünschen als Der Hoch-Edle, Hoch-Weise, Vest und Hochgelahrte Herr, Herr Vincentius Rumpff, Beyder Rechten Hochberühmter Doctor Zum Hoch-ansehnlichen Mit-Gliede Eines Hoch-Edlen und Hoch-Weisen Raths Der Stadt Hamburg Anno 1732. den 18. Januar. erwählet wurde, gedruckt bey Valentin Borchers, Hamburg 1732.
- Johann Albert Fabricius; Vincent Rumpff: Dissertatio Critica De Hominibus Orbis Nostri Incolis, Specie Et Ortu Avito Inter Se Non Differentibus, Felginer, Hamburg 1738.
- De rei vindicatione e iure Romano atque Hamburgensi dissertatio inauguralis ivridica. Goettingae: Litteris Pockwitz-Barmeierianis, 1764.
- Georg Christian Gebauer; Georg Anckelmann; Vincent Rumpff; Johann Albrecht Barmeier; Hieronymus Michael Pockwitz: Prodecanvs Ordinis Ivridici Georgivs Christianvs Gebaver Svmmos In Vtroqve Ivre Honores Capessendi Licentiam Nobilissimo Candidatorvm Pari Georgio Anckelmanno Et Vincentio Rvmpffio Hambvrgensibvs Et Collatam Esse Et Collatvm Iri Pvblice Indicat Simvl De Flagitiis Ap. Vet. German. Nonnvlla Et Qvae De Ivdiciis Vicanis Et Paganis Dicenda Restabant In Medivm Profert. Pockwitz Halle, Saale Universitäts- und Landesbibliothek Sachsen-Anhalt, Göttingen 1764.
- Anton Heinrich Schultze; Vincent Rumpff: Als der Hochedelgebohrne und Hochgelahrte Herr Herr Vincent Rumpff die Würde eines Licentiaten in den Rechten erhielt wolten ihre Ergebenheit und Freude bezeugen Desselben ergebenste Freunde. Anton Heinrich Schultze, Göttingen 1764.
- Jeremias Conrad Piscator; Vincent Rumpff: Sr. Magnificenz, dem Hochedelgebohrnen, Hochgelahrten und Hochweisen Herrn, Herrn Vincent Rumpff, beyder Rechten hochberühmten Doctor, bisherigen höchstverdienten Rathsherrn und Protoscholarchen, bezeugten bey Deroselben gewünschten Erhebung zur Bürgermeisterwürde ihre tiefe Ergebenheit die Gymnasiasten. Hamburg gedruckt von J.C. Piscator, Buchdrucker 1765 im Jenner.
- Gottfried Schütze; Vincent Rumpff; Johann Anderson; Johann Georg Fritsch: Der Geschichte von Hamburg für den Liebhaber der vaterländischen Geschichte. Erster Theil Aelteste Hamburgische Geschichte in dem Zeitraume von der Gründung der Stadt Hamburg im Jahr 808 bis zur Erlöschung des männlichen Billingischen Stammes im Jahre 1106. Fritsch, Hamburg 1776.
- Johannes Georg Büsch; Vincent Rumpff: Leichenrede vom 20. 3. 1781 für Vincent Rumpff, 1781.